# アゴタ・クリストフ
アゴタ・クリストフ（Agota Kristof, 1935年10月30日 - 2011年7月27日）は、ハンガリー出身の作家。ハンガリー出身であるため本来の姓名は姓→名の順番でクリシュトーフ・アーゴタ（Kristóf Ágota) [ˈkriʃtoːf.ˈɑ̈ːɡotɒ]となるべきであるが、スイスに居住し主にフランス語で著作を執筆していたため、作家としてはフランス語風の「アゴタ・クリストフ」を名乗っており、日本でもこの名前で紹介されている。
1956年のハンガリー動乱でオーストリアへ脱出し、スイスに定住したために「亡命作家」と見なされがちであるが、本人はハンガリー国籍も保持しており、また出国してから12年後には帰国も果たしているので「亡命作家」と言うよりはむしろ「難民作家」と見なすべきであろう。生計のために、移住先のフランス語で執筆したが、母語であるハンガリー語に対する思い入れと、ハンガリー人としての民族意識は最後まで非常に強かったことは様々なインタビューなどからも読み取れる。

## 人物
1935年ハンガリー王国ジェール・モション・ポジョニュ臨時合併城県（Győr, Moson és Pozsony közigazgatásilag egyelőre egyesített vármegye、現ジェール・モション・ショプロン県 (Győr-Moson-Sopron megye)）ショコローアイヤ郡（sokoróaljai járás、現テート郡 (téti kistérség)）チクヴァーンド村 (Csikvánd község) 生まれ。父親は村の小学校の訓導（教諭）だった。9歳のときにヴァシュ県 (Vas vármegye) ケーセグ市 (Kőszeg város) に転居。そこで父親は政治犯として逮捕・投獄される。ケーセグ市には高等女学校がなかったため、県庁所在地であるソンバトヘイ市 (Szombathely város) にある寄宿生高等学校に進学する。高校生時代に作詩を始める。卒業直後の1954年に高校時代に歴史を習っていた教師と結婚。
21歳の時、1956年のハンガリー動乱から逃れるため、夫と共に生後4か月の娘を連れ、オーストリアを経てスイスのフランス語圏ヌーシャテルに移住した。当初、時計工場で働き始め、後に店員、歯科助手を務める。
やがてパリで刊行されているハンガリー語文芸誌の『文芸新聞』（Irodalmi Újság イロダルミ・ウーイシャーグ）や『ハンガリー工房』（Magyar Műhely マジャル・ミューヘイ）にハンガリー語で詩を発表し始めるが、多くの作品は出版されることはなかった。その後、生計を立てるためには現地の言葉で作品を発表する必要があると一念発起して、フランス語で執筆を開始し、1986年『悪童日記』でフランス語文壇デビューを果たす。この作品は世界で40以上の言語に翻訳され、同時に世界的にも注目される作家となった。
後天的に取得したフランス語を用いて書くため、やや文章にある種のぎこちなさはあるが、それがむしろ物事を端的に表現し、独特のインパクトを持った文体となっていた。
『悪童日記』は、双子の少年達が戦時下の田舎町で成長し自立していく様を描いており、一人称複数形式（「ぼくら」）を用いて成功した稀有な小説として知られている。以後、『ふたりの証拠』『第三の嘘』をあわせて完成させた三部作が彼女の代表作。彼女の小説には亡命の厳しい体験が反映されている。

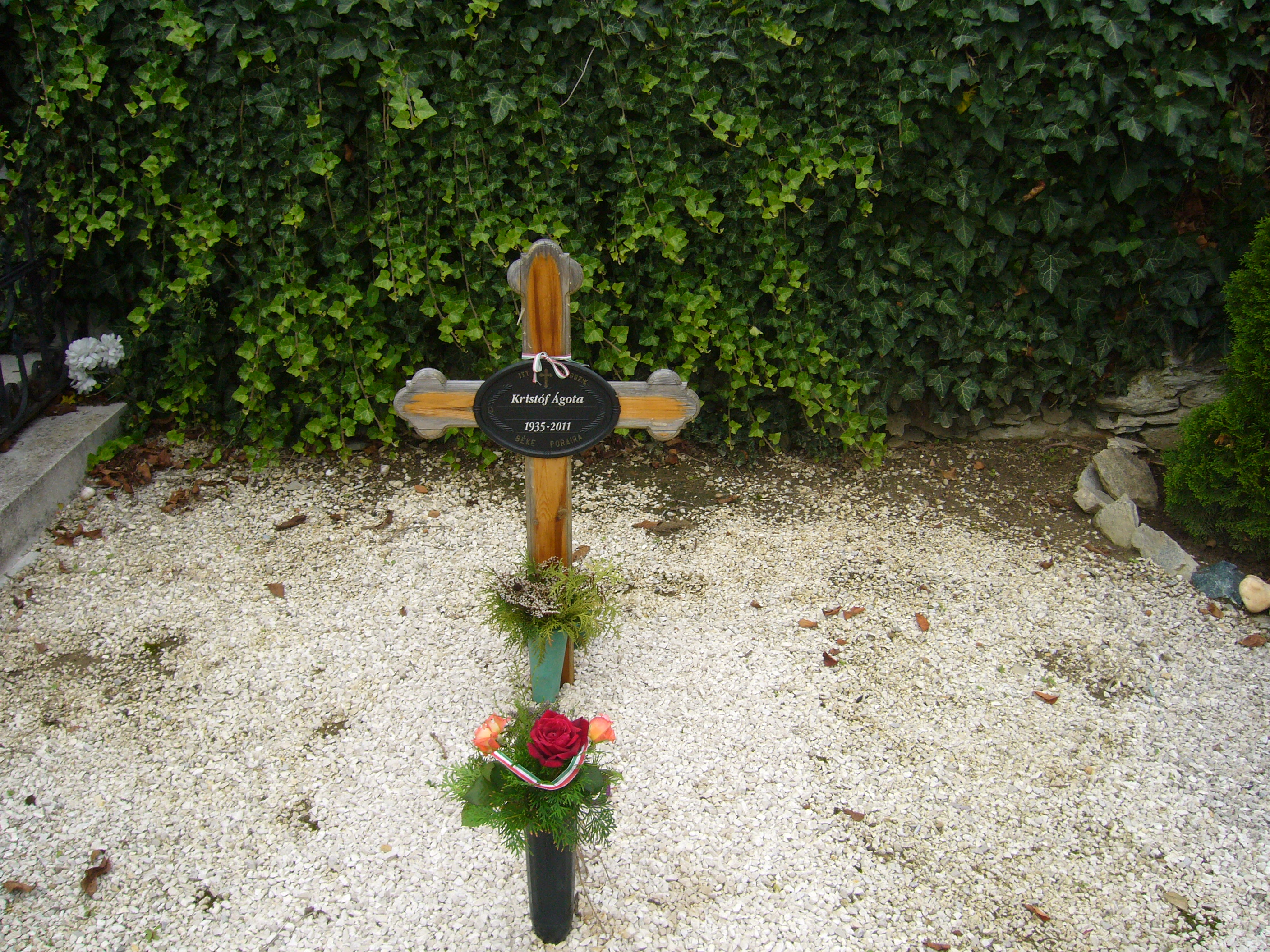
アゴタ・クリストフの墓

2011年7月27日、移住先のスイス・ヌーシャテルの自宅で死去。75歳没。

## 受賞
- オーストリア国家賞（2008年）
- ハンガリー・コシュート賞 (Kossuth-díj) （2011年）

## 単行本

### 小説
- 『悪童日記』 Le Grand Cahier （1986年）
  - 堀茂樹訳 早川書房、1991 のち文庫
- 『ふたりの証拠』 La Preuve （1988年）
  - 堀茂樹訳 早川書房、1991 のち文庫
- 『第三の嘘』 Le Troisième Mensonge （1991年）
  - 堀茂樹訳 早川書房、1992 のち文庫
- 『昨日』 Hier （1995年）
  - 堀茂樹訳 早川書房、1995 のち文庫
- 『どちらでもいい』 C’est égal （2005年）
  - 堀茂樹訳 早川書房、2006 のち文庫

### 戯曲集
- 『怪物 - アゴタ・クリストフ戯曲集』 （1994年） 堀茂樹訳 早川書房、1994
- 『伝染病 - アゴタ・クリストフ戯曲集』（1995年） 堀茂樹訳 早川書房、1995
- L’Epidémie & Un rat qui passe （1993年）
- L’HEure grise et autres Pièces （1998年）

### 自伝
- 『文盲 アゴタ・クリストフ自伝』 堀茂樹訳 2006年3月 白水社 / 2014年9月 白水Uブックス

## 証言
チクヴァーンドから中国までの道 (Az út Csikvándtól Kínáig) 
"確か、どこかで1956年に国を出て必ずしも人生が良くなったわけではないとおっしゃっていたようですが？
その通りです。いつも私はそう言ってきました。.
ハンガリーで作家になった方が良かったと？
その通りです。"
『文盲』(L’analphabète) より
フランス語を使うようになって30年以上、作品を書くようになって20年以上が経ちますが、未だにフランス語はよくわかりません。フランス語で間違わずに話すことはできませんし、しょっちゅう辞書で確認しながらでないと正しい文章が書けません。だから、私はフランス語のことも敵性言語だと呼んでいます。実は、フランス語をそのように呼ぶのにはもう１つ理由があるのですが、こちらの方がずっと深刻です。つまり、フランス語は私の母語を殺し続けているのです。